# Leuthari I.
Leuthari (* unbekannt; † 554) war von 536 bis zu seinem Tod alamannischer Herzog. Er war ein Bruder des Butilin.
Leuthari und Butilin gelten als die ersten Herzöge der Alamannen, die ihre Amtsgewalt vom fränkischen König Theudebert I. erhielten und politisch in seiner Abhängigkeit standen.
553/554 erfolgte ein erfolgloser fränkischer Eroberungsfeldzug gegen den römischen Feldherrn Narses in Italien, unter alamannischer Beteiligung der beiden Brüder Leuthari und Butilin. Der Feldzug führte von der Poebene bis zur Meerenge von Messina. Der byzantinische Dichter und Historiker Agathias versuchte im Nachhinein, dieses Scheitern den beiden Brüdern anzulasten, um den fränkischen König in einem besseren Licht dastehen zu lassen. Sie hätten sich von den Goten zu diesem Feldzug hinreißen lassen, obwohl es ihrem König Theudebald nicht passte. Andere Quellen sprechen aber von einem fränkischen Unternehmen.
Dies war der letzte Eroberungsversuch südlich der Alpen mit alamannischer Beteiligung.